# Sigüenza

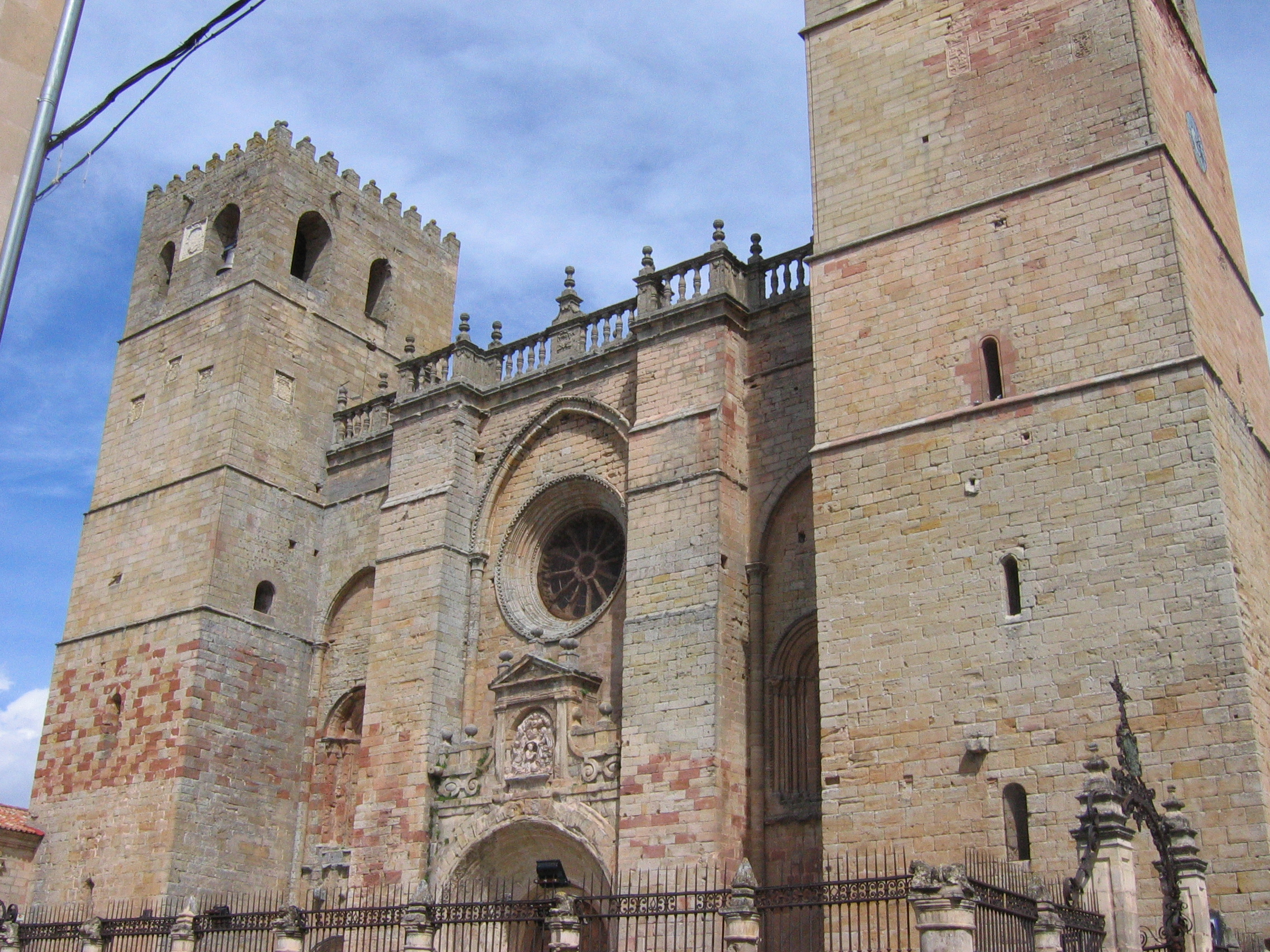
Katedra Najświętszej Marii Panny w Sigüenzie

Sigüenza – miasto w Hiszpanii (Kastylia-La Mancha) leżące około 120 km od Madrytu.
Przeważająca średniowieczna zabudowa, o charakterystycznym różowym kolorze ścian związanym z odcieniem użytych kamieni. Największym i najbardziej znanym zabytkiem jest Katedra Najświętszej Marii Panny. Jej budowę rozpoczął pierwszy biskup miasta Bernardo de Agén w roku 1150. Zasadniczo jest ona zbudowana w stylu gotyckim, choć na przestrzeni wieków dokonano wielu zmian.
Nad miastem góruje zamek, który pierwotnie był rzymską fortecą, później przejętą przez Wizygotów, a następnie przez Maurów. Gdy w 1124 roku został zdobyty przez chrześcijan, biskup Bernardo de Agén uczynił go swoją oficjalną rezydencją.
Przez miasto przechodziła linia frontu podczas wojny domowej. Zajęte w 1936 r. przez oddziały generała Franco stało się miejscem zaciekłych walk. Niemal kompletnie został zniszczony zamek (odbudowany w latach sześćdziesiątych i zamieniony na hotel). Ślady po ostrzale nosi też dzwonnica katedry.
Obecnie miasto utrzymuje się głównie z produkcji rolniczej i turystyki. Jest otoczone górami i polami, a dzięki rozsądnej polityce architektonicznej (wygląd nowych budynków powstających na obrzeżach nawiązuje do wyglądu starej zabudowy z centrum, brak neonów i krzykliwych reklam) jest doskonałym przykładem średniowiecznego hiszpańskiego miasta.